# Шавсакдари
Шавсакдари (груз. შავსაყდარი) — село в Грузии, на территории Тетрицкаройского муниципалитета края (мхаре) Квемо-Картли.

## География
Село находится в юго-восточной части Грузии, на левом берегу реки Алгети, на расстоянии приблизительно 16 километров (по прямой) к северо-востоку от города Тетри-Цкаро, административного центра муниципалитета. Абсолютная высота — 624 метра над уровнем моря.

## Население
По результатам официальной переписи населения 2014 года в Шавсакдари проживало 253 человека (120 мужчин и 133 женщины). В национальной структуре населения грузины составляли 99,2 %.
| Год  | Население, человек |
| ---- | ------------------ |
| 2002 | 266                |
| 2014 | ↘ 253              |